# Joe Crawford (Basketballspieler)
Joe Crawford (* 17. Juni 1986 als Joseph Reshard Crawford III in Detroit, Michigan) ist ein US-amerikanischer Basketballspieler.

## Karriere
Crawford besuchte zunächst die Renaissance High School in Detroit, wo er für die Schulmannschaft spielte und mit dieser die Staatsmeisterschaft gewann. Danach studierte an der University of Kentucky. 2008 wurde er von den Los Angeles Lakers gedraftet, schaffte den Sprung in die Mannschaft aber nicht. Stattdessen spielte er für das die Los Angeles D-Fenders, das Development Team der Lakers. Anfang April 2009 unterschrieb er bei den New York Knicks einen Vertrag bis zum Ende der Saison. Er kam zweimal zum Einsatz und erzielte insgesamt 9 Punkte.